# Helvetisches Bekenntnis
Den Namen Helvetisches Bekenntnis (H. B.) tragen zwei reformierte Glaubensbekenntnisse aus dem 16. Jahrhundert.

## Erstes Helvetisches Bekenntnis
Das Erste Helvetische Bekenntnis (Confessio Helvetica prior), auch Zweites Basler Bekenntnis (Confessio Basileensis posterior) genannt, entstand 1536 als erstes gemeinsames Bekenntnis der reformierten deutschsprachigen Eidgenossenschaft.
Im Bemühen um eine Union mit den Lutheranern versammelten sich vom 30. Januar bis zum 4. März jenes Jahres in Basel Abgeordnete aus Zürich, Bern, Basel, Schaffhausen, St. Gallen, Mülhausen, Konstanz und Biel; dazu kamen die Theologen Martin Bucer und Wolfgang Capito aus Straßburg.
Die lateinische Fassung der 27 Artikel des Bekenntnisses, die auf eine innerprotestantische Annäherung ausgerichtet war, entstand unter der Federführung von Heinrich Bullinger, Simon Grynaeus, Leo Jud, Kaspar Megander und Oswald Myconius. Angenommen wurde jedoch die deutsche Übersetzung von Leo Jud, welche sich deutlicher als die lateinische Vorlage an die Theologie von Ulrich Zwingli anlehnte.

## Zweites Helvetisches Bekenntnis
Das Zweite Helvetische Bekenntnis (Confessio Helvetica posterior) ist neben dem Heidelberger Katechismus heute noch das verbreitetste reformierte Bekenntnis.
Von 1561 wurde es von Heinrich Bullinger als persönliches Bekenntnis verfasst und 1564 an den Zürcher Rat (als geistliches Testament) übergeben. Als Kurfürst Friedrich III. von der Pfalz auf dem Reichstag in Augsburg seinen Übertritt zum reformierten Glauben rechtfertigen wollte, sandte Bullinger ihm dieses Bekenntnis auf seinen Wunsch zu. Friedrich veranlasste, dass es von den Schweizer reformierten Kantonen 1566 gedruckt wurde (Titel: Confessio et expositio simplex orthodoxae fidei et dogmatum Catholicorum syncerae religionis Christianae), und es fand schnell Verbreitung.
Das Zweite Helvetische Bekenntnis wurde von allen reformierten Kirchen der deutschsprachigen Schweiz mit Ausnahme von Basel angenommen, zusätzlich auch von Genf, und ebenso von den Reformierten in Schottland, Polen, Österreich und Ungarn.
Das Bekenntnis, die umfangreichste reformierte Bekenntnisschrift, umfasst dreissig Kapitel. Es orientiert sich am Apostolischen Glaubensbekenntnis, behandelt aber zunächst in den beiden ersten Kapiteln hermeneutische Grundfragen wie das reformatorische Schriftprinzip (sola scriptura) und das Verhältnis von Schrift und Tradition. Berühmt geworden ist die Randnote Praedicatio verbi Dei est Verbum Dei (die Predigt des Wortes Gottes ist das Wort Gottes), wodurch Bullinger ausdrückt, dass Gottes Wort selbst nur in der Verkündigung rechtmässig berufener Prediger in der Kirche gegenwärtig ist. In der zweiten Hälfte der Schrift treten neben die Grundfragen des Glaubens auch Regeln zur Gestaltung des christlichen und kirchlichen Lebens (Gottesdienstordnung, Feiertage, Speiseordnung, Ehe u. ä.).

## Editionen
- Ernst Saxer (Hrsg.): Confessio Helvetica Prior von 1536. In: Heiner Faulenbach, Eberhard Busch u. a. (Hrsg.): Reformierte Bekenntnisschriften. Bd. 1,2: 1535–1549. Neukirchen-Vluyn 2006, S. 33–68.
- Emidio Campi (Hrsg.): Confessio Helvetica Posterior. In: Reformierte Bekenntnisschriften. Bd. 2,2: 1562–1569. Hrsg. v. Andreas Mühling u. a., Neukirchen-Vluyn 2009, S. 243–345.
- Walter Hildebrandt, Rudolf Zimmermann (Hrsg.): Das zweite helvetische Bekenntnis. Zwingli-Verlag, Zürich 1936 (TVZ, Zürich, 5. Aufl. 1998).
- Georg Plasger, Matthias Freudenberg (Hrsg.): Reformierte Bekenntnisschriften. Göttingen 2005, S. 187–220; Text der Confessio Helvetica Posterior auf Deutsch nur in Auszügen.